# Fynsk Foraar
Fynsk Foraar (Primavera a Fiònia), per a solistes, cor i orquestra, op. 42, és l'última gran obra coral de Carl Nielsen. Escrita per acompanyar un text premiat per Aage Berntsen, es va representar per primera vegada al Kvæghal (Sala del bestiar) d'⁣Odense el 8 de juliol de 1922, on va ser dirigida per Georg Høeberg.

## Origen i context
Aage Berntsen, metge i escriptor, va ser el guanyador d'un concurs organitzat al voltant de 1917 per la Dansk Korforening (Societat Coral Danesa) per a un text sobre història o paisatge danès que posteriorment seria musicat per Carl Nielsen. Van passar uns quants anys abans que el compositor pogués trobar el temps o la inclinació per treballar en l'obra, sobretot quan estava enmig de la composició de la seva Cinquena Simfonia. Efectivament, el 19 d'agost de 1921, va escriure: "Durant un temps, no m'he sentit gaire còmode perquè no podia començar la feina coral que havia de tenir feta per a l'1 de setembre, i cada dia considerava llençar-la i informar a la junta de totes aquestes societats combinades que havia de demanar un ajornament... Però un dia vaig trobar el to i l'estil, que serà una lleugera barreja de lirisme i humor, i ara ja està ben encaminat i aviat estarà acabat."
Només amb l'ajuda de la seva alumna Nancy Dalberg, que ja l'havia ajudat a copiar la partitura d'⁣Aladdin, va poder complir el seu termini. El 3 de setembre de 1921, va escriure a la seva dona: "La meva nova peça coral ha resultat ser un treball realment gran (42 pàgines en l'arranjament per a piano) i ara de fet ha estat entregada a temps. Però també he treballat molt i amb una certa lleugeresa. El poeta l'ha titulat Primavera a Fiònia, però també li dono un subtítol, Humoresca lírica, que suggereix que l'estil és lleuger i animat... Ara continuaré amb la meva simfonia interrompuda."

## Recepció
La primera actuació de Fynsk Foraar va ser al concert d'obertura del Tercer Festival Nacional de Corals que va tenir lloc el 8 de juliol de 1922 a l'enorme Odense Kvæghal (Sala del bestiar), rebatejada especialment Markedshallen (Sala del Mercat) per a l'ocasió. Les circumstàncies no eren les ideals. Mentre que Nielsen havia previst l'obra per a una orquestra i un cor força petits, n'hi havia 80 a l'orquestra i diversos centenars als cors de Fiònia i Copenhaguen. La sala en si podria acollir fins a 10.000 persones.
L'endemà del concert, Politiken va comentar: "Uns aplaudiments entusiastes van premiar el treball coral. El compositor i el poeta van ser cridats en va. Cap dels dos era present". De fet, Nielsen havia explicat uns dies abans que no estava disposat a viatjar a Odense. La majoria dels crítics van coincidir que l'obra no s'havia interpretat al lloc adequat. NO Raasted, escrivint per a un diari local Fyns Tidende va ser franc: "Tan lleuger i gràcil, tan enginyós i velat és el llenguatge que es parla aquí que alguns dels bells passatges de l'obra només es podrien perdre en una actuació en aquestes circumstàncies! Esperem tornar a escoltar-la tota en un futur no gaire llunyà si l'obra es pot presentar en circumstàncies més favorables per a la seva apreciació".
Un altre diari local Fyens Stiftstidende va comentar el to regional de l'obra: "Hi va haver un gran interès en el següent tema del concert, l'obra mai interpretada d'Aage Berntsen i Carl Nielsen per a solistes, cor i orquestra, Springtime on Funen. El poeta i el compositor han tingut la sort de trobar la màxima expressió de l'atmosfera distintiva i de la vida emocional d'una regió danesa. Els habitants de l'illa de Fiònia no tenen la capacitat de prendre's massa seriosament. Com a autèntics fills de la terra de Fiònia, Berntsen i Carl Nielsen han convertit la Primavera a Fiònia en una humoresca; però igualment distintiu, la humoresca porta l'empremta de la lírica, ja que entre els danesos, el poble de Fiònia és el que més fàcilment es deixa endur pel joc de les emocions.
Mentrestant, Nielsen planejava la seva pròpia interpretació de l'obra a la Musikforeningen de Copenhaguen. En una carta datada el 29 de juny de 1922 al compositor Rudolf Simonsen, descriu com li agradaria que s'executés sota la seva pròpia batuta: "Ho faré jo mateix: Primavera a Fiònia per a petita orquestra: lleugera, alegre i gràcil, tal com puguin gestionar les meves modestes habilitats". L'obra va ser efectivament presentada per la Musikforeningen en el primer concert de la temporada el 21 de novembre de 1922.
Axel Kjærulf, escrivint a Politiken, estava ple d'elogis per l'obra: "Està formada d'una manera encantadora, tan lleugera i brillant, tan plena i fèrtil, tan senzilla i interior. En cada estrofa es reconeix el to danès de Carl Nielsen, però aquí més dolç i veritable que mai. Ell és íntim amb tot —i la resta de nosaltres ens acostem el més possible a aquest home sovint tan inaccessible— i se l'estima.

## Música
Fynsk Foraar es considera sovint l'obra coral més popular de Nielsen, especialment a Dinamarca. Nielsen li va donar el subtítol "lírica humoresca", descrivint encertadament el seu llenguatge senzill i popular i la seva forma compacta. Escrita per a un cor de quatre parts, soprano, tenor i solistes de baríton, un cor infantil i una petita orquestra de cambra, la cantata de 18 minuts consta de diverses seccions independents lligades entre si amb transicions orquestrals. L'escriptura coral és en gran part diatònica i homofònica. Les melodies solistes contenen alternances freqüents entre tonalitats majors i menors.
Aquesta obra se cita sovint com la més danesa de totes les composicions de Nielsen; això sembla confirmat quan el cor i els solistes exalten un camp ple d'herba, nenúfars i pomeres en flor.
La cantata es divideix en les següents seccions:
- Som en græsgrøn plet (Com un punt verd d'herba)
- Å se, nu kommer våren (Ja veieu, la primavera s'acosta)
- Den milde dag er lys og lang (El dia suau és brillant i llarg)
- Der har vi den aldrende sol igen (Allà tornem a veure el sol envellit)
- Til dansen går pigerne arm i arm (Per al ball, les noies caminen de bracet)
- Jeg taender min pibe i aftenfred (Encenc la pipa amb la pau del vespre)
- Og månen jeg ser (I veig la lluna)
- Den blinde spillemand (El violinista cec)
- Nu vil vi ud og lege (Ara anirem a jugar)
- De gamle (Els vells)
- Dansevisen (Cançó de ball)